# Hans Christian Jensen (maler)
 Der er flere personer med dette navn, se Hans Christian Jensen.
Hans Christian Jensen (1. februar 1836 i København – 9. september 1903 sammesteds) var en dansk portrætmaler.
Jensen var søn af grosserer Peter Jensen (1804 – 1894) og Caroline født Hansen (død 1841). Efter sin konfirmation blev han sat i malerlære og begyndte samtidig at besøge Kunstakademiet, hvis sølvmedalje han vandt 1856 og 1858. Som kunstner blev han elev af Wilhelm Marstrand. 1863 udstillede han første gang et landskab og et portræt, men udstillede siden da udelukkende portrætter. Hans virksomhed blev brat afbrudt ved, at han gik frivillig med i Krigen i 1864 og mistede sit højre ben ved indtagelsen af Als. Efter sin helbredelse genoptog han sin kunstneriske virksomhed, fik i 1866 en mindre rejseunderstøttelse, i 1873 en større, for hvilken han foretog en rejse til Tyskland og Frankrig. Han blev nu efterhånden en søgt portrætmaler, som bl.a. 1871 malede arkitekt N.S. Nebelong og 1875 akademiforvalter P. Truelsen, begge for udstillingsfonden, kongens portræt til Gisselfeld, enkedronning Caroline Amalies til hertuginden af Cumberland, kammerherre J.J.A. Worsaaes til Frederiksborgmuseet, kapelmester Holger Simon Paullis til Det Kongelige Teater. Han blev medlem af Kunstakademiet 1880 og fik samme år titel af professor. 24. juli 1889 blev han Ridder af Dannebrog.
Blandt hans tidlige arbejder kan nævnes knæstykke af embedsmanden og diplomaten F.C. Bruun fra 1869. Af senere arbejder kan nævnes Christian 9.’s portræt i fuld størrelse til Museet på Frederiksborg, politidirektør Vilhelm Christoffer Crones til politikammeret, biskop Carl Frederik Balslevs til Ribe Domkirke, H.P. Holsts og flere. Jensen ægtede i 1882 Marie Holmblad, datter af etatsråd L.P. Holmblad og dennes 2. hustru.